# فورست
فرست (لاوسيتز) (بالألمانية: Forst (Lausitz)) هي مدينة و بلدة ألمانية تقع في ألمانيا في براندنبورغ.  يقدر عدد سكانها بـ 21,304 نسمة .

## المدن التوأمة
مدن فرملزكيرشن، Lubsko و Brody, Żary County هي مدن توأمة لـفرست (لاوسيتز).

## أعلام
- سيغفريد كولر
- مارتن مولر
- سيغفريد شنايدر
- برونو كاستنر
- فريتز مولر
- لوثار توماس